# Protomicarea limosa
Protomicarea limosa — вид грибів, що належить до монотипового роду  Protomicarea.